# Ponzano di Fermo
Ponzano di Fermo ist eine italienische Gemeinde (comune) mit 1624 Einwohnern (Stand 31. Dezember 2023) in der Provinz Fermo in den Marken. Die Gemeinde liegt etwa acht Kilometer südwestlich von Fermo.

## Söhne und Töchter der Gemeinde
- Luiz Vicente Bernetti OAD (1934–2017), römisch-katholischer Ordensgeistlicher und Bischof von Apucarana in Brasilien